# Dorothy Burr Thompson

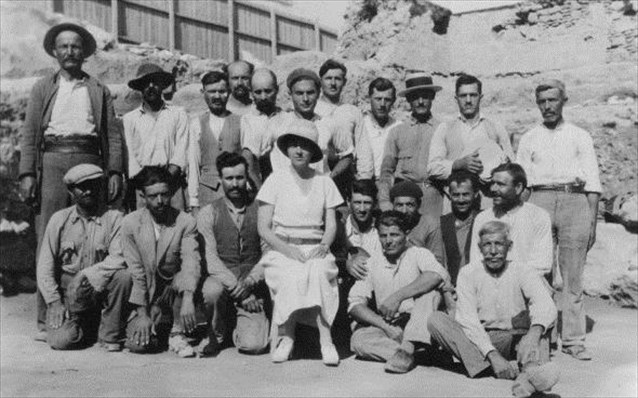
Gruppenfoto mit Dorothy Burr Thompson (sitzend, Bildmitte) bei einer Ausgrabung 1933 in Athen

Dorothy Burr Thompson (* 19. August 1900 in Philadelphia; † 10. Mai 2001 in Hightstown, New Jersey) war eine US-amerikanische Klassische Archäologin. Sie galt als Spezialistin für Terrakotta-Plastiken des Hellenismus.

## Leben
Dorothy Burr wurde 1900 als Tochter des Rechtsanwaltes Charles Henry Burr, Jr. und dessen Ehefrau, der Schriftstellerin Anna Robeson Brown, geboren. Sie lernte alte Sprachen an der Miss Hill’s School und an der Latin School in Philadelphia. Schon im Alter von neun Jahren übte sie Latein und sprach im Alter von zwölf Jahren Altgriechisch. Mit 13 Jahren durfte sie Europa bereisen. Von 1917 bis 1919 lebte Burr mit ihrer Familie in London, wo der Vater als Berater der britischen Regierung arbeitete. 1919 ging sie in die Vereinigten Staaten zurück und begann ein Studium in Griechisch und Archäologie am Bryn Mawr College bei Rhys Carpenter und Mary Hamilton Swindler, das sie 1923 mit Auszeichnung abschloss. Mit dem Europa-Stipendim des Colleges durfte sie an die American School of Classical Studies at Athens und arbeitete bei Ausgrabungen mit Carl Blegen in Phleius und Hetty Goldman in Eutresis. 1925 entdeckte Burr eine Tholos, die sich als Grabstätte des Herrscherpaares von Midea herausstellte.
Nach zwei Jahren in Griechenland kehrte Burr an das Bryn Mawr College zurück und wurde dort 1931 promoviert. Ihre Dissertation war ein ausführlicher Katalog von 117 Terrakotta-Figurinen der hellenistischen Epoche aus Myrina im Museum of Fine Arts, Boston.
Ab 1932 nahm sie an den Ausgrabungen der Agora in Athen teilnehmen. Der stellvertretende Leiter war der kanadische Archäologe Homer A. Thompson, den Dorothy Burr 1934 heiratete. Während Homer Thompson Kurator der Antikensammlung des Royal Ontario Museums und wissenschaftlicher Mitarbeiter an der  University of Toronto wurde, unterbrach Dorothy Thompson ihre Karriere aufgrund der Geburt der drei Töchter und arbeitete nur in den Sommermonaten in Griechenland. 1936 entdeckte Burr Thompson den Garten des Tempels des Hephaistos auf der Athener Agora. In den 1950er Jahren rekonstruierte sie den Garten und bepflanzte ihn neu.
1946 wurde Homer Thompson Professor am Institute for Advanced Study in Princeton und Burr Thompson wurde kommissarische Leiterin des Royal Ontario Museums, bis sie ihrem Mann ein Jahr später nach Princeton folgte, wo sie in einem eigenen Büro an der Universität arbeitete. Sie hatte in den folgenden Jahren Gastprofessuren an der University of Pennsylvania, am Bryn Mawr College, an der Princeton University und am Oberlin College inne.

## Auszeichnungen
1972 erhielt Thompson einen Ehrendoktor des College of Wooster in Ohio. 1987 erhielt Dorothy Burr Thompson für ihre Leistungen die Goldmedaille des Archaeological Institute of America.

## Schriften (Auswahl)
Siehe: Bibliography of Dorothy Burr Thompson. In: Hesperia. Band 51, Nr. 3, 1982, S. 369–374, JSTOR:147958.
- Terra-cottas from Myrina in the Museum of Fine Arts, Boston. A. Holzhausens Nachfolger, Wien 1934 (Bryn Mawr PA, Bryn Mawr College, Dissertation, 1931).
- mit Gladys R. Davidson, Lucy Talcott: Small Objects from the Pnyx (= Hesperia. Supplement. 7 und 10, ISSN 2326-5132). 2 Bände. American School of Classical Studies at Athens, Princeton NJ 1943–1956.
- Swans and Amber. Some Early Greek Lyrics. University of Toronto Press, Toronto 1948.
- Miniature Sculpture from the Athenian Agora (= Excavations of the Athenian Agora. Picture Book. 3, ZDB-ID 2191020-0). Photography by Alison  Frantz. American School of Classical Studies at Athens, Princeton NJ 1959.
- Three Centuries of Hellenistic Terracottas: II. C The Satyr Cistern. In: Hesperia. Band 31, Nr. 3, 1962, S. 244–262, JSTOR:147120.
- Troy. The Terracotta Figurines of the Hellenistic Period (= Troy. Excavations conducted by the University of Cincinnati, 1932–1938. Supplementary Monograph. 3). Princeton University Press, Princeton NJ 1963.
- An Ancient Shopping Center. The Athenian Agora (= Excavations of the Athenian Agora. Picture Book. 12). American School of Classical Studies at Athens, Princeton NJ 1971.
- Ptolemaic Oinochoai and Portraits in Faience. Aspects of the Ruler-Cult. Clarendon Press, Oxford 1973, ISBN 0-19-813211-5.
- mit Homer A. Thompson: Hellenistic Pottery and Terracottas. Reprinted from Hesperia with Prefaces by Susan I. Rotroff. American School of Classical Studies at Athens, Princeton NJ 1987, ISBN 0-87661-944-8 (Aufsätze aus den Jahren 1934–1966).